# Parcoul
Parcoul és un municipi francès, situat al departament de la Dordonya i a la regió de la Nova Aquitània.

## Demografia
| 1962                                       | 1968 | 1975 | 1982 | 1990 | 1999 | 2007 |
| ------------------------------------------ | ---- | ---- | ---- | ---- | ---- | ---- |
| 474                                        | 432  | 421  | 377  | 363  | 411  | 355  |
| Des de 1962: població sense dobles comptes |      |      |      |      |      |      |

## Administració
| Període | Identitat             | Partit        |
| ------- | --------------------- | ------------- |
| 1995-   | Jean-Jacques Gendreau | Divers gauche |